# Glaphyra frivola
Glaphyra frivola är en skalbaggsart som beskrevs av Holzschuh 1998. Glaphyra frivola ingår i släktet Glaphyra och familjen långhorningar. Inga underarter finns listade i Catalogue of Life.